# U-617
El submarí alemany U-617 va ser un submarí tipus VIIC construït per a la Kriegsmarine de l'Alemanya nazi per al servei durant la Segona Guerra Mundial.
Se li va col·locar la quilla el 31 de maig de 1941 per Blohm & Voss a Hamburg com a número de drassana 593, avarat el 14 de febrer de 1942 i assignat el 9 d'abril sota el comandament del Kapitänleutnant Albrecht Brandi.
El servei del vaixell va començar el 9 d'abril de 1942 amb entrenament com a part de la 5a Flotilla de submarins. Va ser transferida a la 7a flotilla l'1 de setembre de 1942 i va passar a la 29a flotilla l'1 de desembre de 1942.

## Disseny
Els submarins alemanys de tipus VIIC van ser precedits pels submarins de tipus VIIB més curts. L'U-617 tenia un desplaçament de 769 tones (757 tones llargues) quan estava a la superfície i de 871 tones (857 tones llargues) mentre estava submergit. Tenia una longitud total de 67,10 m (220 peus 2 polzades), una longitud del casc a pressió de 50,50 m (165 peus 8 polzades), una mànega de 6,20 m (20 peus 4 polzades), una alçada de 9,60 m (31 peus 6 polzades) i un calat de 4,74 m (15 peus 7 polzades). El submarí estava propulsat per dos motors dièsel sobrealimentats de sis cilindres i quatre temps Germaniawerft F46, produint un total de 2.800 a 3.200 cavalls de potència (2.060 a 2.350 kW; 2.760 a 3.160 shp) per al seu ús a la superfície, dos motors elèctrics de doble efecte GG UB 720/8 Brown, Boveri & Cie que produïen un total de 750 cavalls de potència (75500 kW); shp) per utilitzar-lo submergit. Tenia dos eixos i dues hèlixs d'1,23 m (4 peus). El vaixell era capaç d'operar a profunditats de fins a 230 metres (750 peus).
El submarí tenia una velocitat màxima en superfície de 17,7 nusos (32,8 km/h; 20,4 mph) i una velocitat màxima submergida de 7,6 nusos (14,1 km/h; 8,7 mph). Quan estava submergit, el vaixell podia operar durant 80 milles nàutiques (150 km; 92 milles) a 4 nusos (7,4 km/h; 4,6 mph); mentre que a la superfície podia viatjar 8.500 milles nàutiques (15.700 km; 9.800 milles) a 10 nusos (19 km/h; 12 mph).
L'U-617 estava equipat amb cinc tubs de torpedes de 53,3 cm (21 polzades) (quatre muntats a la proa i un a la popa), catorze torpedes, un canó naval SK C/35 de 8,8cm (3,46 polzades), 220 projectils i un canó antiaeri C/30 de 2 cm (0,79 polzades). El vaixell tenia una tripulació de d'entre 44 i 60 oficials i mariners.

## Historial de servei
En set patrulles va enfonsar vuit vaixells per un total de 25.879  tones brutes de registre  (TRB), més dos vaixells de guerra i un vaixell de guerra auxiliar.

### Llopades
A més, va participar en cinc llopades, a saber:
- Pfeil (12-22 de setembre de 1942)
- Blitz (22-26 de setembre de 1942)
- Tigre (26-30 de setembre de 1942)
- Delphin (4-10 de novembre de 1942)
- Wal (10-15 de novembre de 1942)

### Destí
Va encallar el 12 de setembre de 1943 a la posició 35° 38′ N, 03° 27′ O / 35.633°N,3.450°O prop de Melilla després d'un atac aeri sostingut dels bombarders Wellington de la RAF equipats amb el llum Leigh del 179è Esquadró.
Tots els tripulants van poder evacuar el submarinista afectat i posteriorment van ser internats per les autoritats espanyoles. Posteriorment van ser repatriats a Alemanya.
Aleshores, el submarí abandonat va ser acabat amb avions combinats de Hudson de la RAF  i Swordfish de la FAA provinents de Gibraltar i foc de l'HMS Hyacinth i de l'HMAS  Wollongong.

## Resum de l'historial d'atacs
| Data                   | Nom del vaixell | Nacionalitat | Tonatge | Destí    |
| ---------------------- | --------------- | ------------ | ------- | -------- |
| 7 de setembre de 1942  | Tor II          | Illes Fèroe  | 292     | Enfonsat |
| 23 de setembre de 1942 | Athelsultan     | Regne Unit   | 8,882   | Enfonsat |
| 23 de setembre de 1942 | Tennessee       | Regne Unit   | 2,342   | Enfonsat |
| 24 de setembre de 1942 | Roumanie        | Bèlgica      | 3,563   | Enfonsat |
| 28 de desembre de 1942 | HMS St Issey    | Regne Unit   | 810     | Enfonsat |
| 15 de gener de 1943    | Annitsa         | Grècia       | 4,324   | Enfonsat |
| 15 de gener de 1943    | Harboe Jensen   | Noruega      | 1,862   | Enfonsat |
| 1 de febrer de 1943    | HMS Welshman    | Regne Unit   | 2,650   | Enfonsat |
| 5 de febrer de 1943    | Corona          | Noruega      | 3,264   | Enfonsat |
| 5 de febrer de 1943    | Henrik          | Noruega      | 1,350   | Enfonsat |
| 6 de setembre de 1943  | HMS Puckeridge  | Regne Unit   | 1,050   | Enfonsat |